# Kiril
Kiril es un nombre de pila masculino, derivado del nombre griego Κύριλλος (Kyrillos) que a su vez deriva del nombre también griego de κύριος (en griego: kyrios, lit. 'señor'). El nombre fue muy popularizado en los países eslavos debido a la labor misionera de los hermanos Cirilo y Metodio, siendo escrito en el alfabeto cirílico en ruso: Кирилл, romanizado: Kirill, cuya traducción al castellano renuncia al dígrafo ll por no tener una correspondencia con la pronunciación de ese dígrafo en concreto a final de palabra, siendo pronunciado como una l. El nombre tiene muchas variantes tales como Ciril, Cirilo, Kiril, Kirilo, Kyril, Kyryl, Kyrilo o Kiro.
Kiril puede referirse a:

## Personas
- Cirilo de Moscú (n. 1946), patriarca de Moscú y de todas las Rusias
- Cirilo Románov (1876-1938), Gran Duque de Rusia
- Kiril Shcholkin (1911-1968), científico georgiano pionero de la implosión nuclear
- Kiril Kondrashin (1914-1981), director de orquesta ruso
- Kiril Serébrennikov (n. 1969), director de cine ruso
- Kiril Stremousov (1976-2022), político separatista ucraniano de la región de Jersón

## Otros
- (2609) Kiril-Metodi, asteroide del cinturón principal del sistema solar